# Megarenia obliqualis
Megarenia obliqualis is een vlinder uit de familie van de spinneruilen (Erebidae). De wetenschappelijke naam van de soort is voor het eerst geldig gepubliceerd in 1982 door Wiltshire.